# Metopius rufus
Metopius rufus är en stekelart som beskrevs av Cameron 1905. Metopius rufus ingår i släktet Metopius och familjen brokparasitsteklar.

## Underarter
Arten delas in i följande underarter:
- M. r. indicus
- M. r. browni
- M. r. javanus